# Adam Driver
Adam Douglas Driver (* 19. listopadu 1983, San Diego, Kalifornie) je americký herec.
Nejvíce je známý díky roli Adama Sacklera v televizním seriálu stanice HBO s názvem Girls nebo ztvárněním role Kylo Rena ve třetí trilogii sci-fi ságy Star Wars.

## Život a kariéra

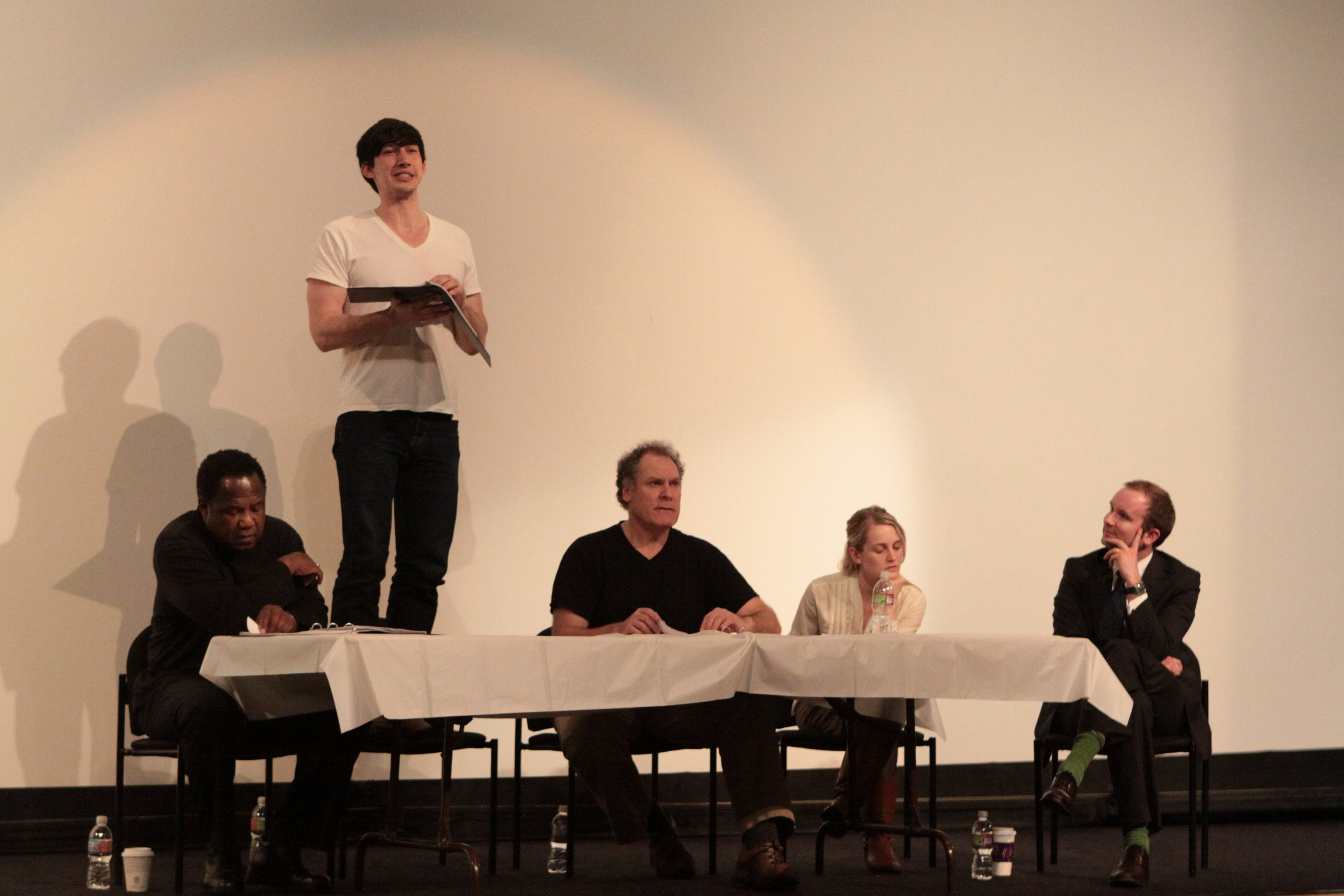
Adam Driver vystupující pro americké vojáky

Adam Driver se narodil v San Diegu, Kalifornie, ale vyrostl ve městě Mishawaka, Indiana, kam se s rodiči přestěhoval když mu bylo 5 let. Jeho matka, Nancy Wright, pracuje jako asistentka v právnické kanceláři. Navštěvoval střední školu ve městě Mishwaka, ve které v roce 2001 promoval. Hrál v několika školních hrách a byl velmi úspěšným zpěvákem ve školním sboru.
Několik měsíců po událostech 11. září 2001 vstoupil do Námořní pěchoty Spojených států amerických. Zde sloužil dva a půl roku. Dva měsíce před odvelením do Iráku si při nehodě na kole poranil hrudní kost a pak se zranil při nácviku cvičení. Nedlouho poté byl z lékařských důvodů propuštěn. Po opuštění pěchoty nastoupil na University of Indianapolis, kde strávil rok, po kterém přestoupil na Juilliard, kde začal studovat drama.
Když v roce 2009 dokončil své studium na Julliardu, začal hrát na Broadway a také mimo ní. Občas si přivydělává jako číšník nebo pikolík.
Ve svém volném čase řídí neziskovou organizaci Arts and the Armed Forces, která zajišťuje divadelní představení pro vojenský personál.
Adam považuje herce a režiséra Johna Cassavetese za vzor tvůrčího člověka, kterého by chtěl ve své kariéře napodobit. [zdroj?]

## Filmografie

### Film
| Rok  | Název                                | Role                     |
| ---- | ------------------------------------ | ------------------------ |
| 2011 | J. Edgar                             | Walter Lyle              |
| 2012 | Gayby                                | Neil                     |
| 2012 | Lincoln                              | Samuel Beckwith          |
| 2012 | Frances Ha                           | Lev                      |
| 2012 | Not Waving But Drowning              | Adam                     |
| 2013 | V nitru Llewyna Davise               | Al Cody                  |
| 2013 | Ptáče                                | Walter                   |
| 2013 | Stopy                                | Rick Smolan              |
| 2014 | Co by kdyby                          | Allan                    |
| 2014 | Hladová srdce                        | Jude                     |
| 2014 | Dokud jsme mladí                     | Jamie Massey             |
| 2015 | Star Wars: Síla se probouzí          | Ben Solo / Kylo Ren      |
| 2016 | Paterson                             | Paterson                 |
| 2016 | Půlnoční dítě                        | Paul Sevier              |
| 2017 | Meyerowitzovic historky (nový výběr) | Randy                    |
| 2017 | Mlčení                               | otec Francisco Garupe    |
| 2017 | Loganovi parťáci                     | Clyde Logan              |
| 2017 | Star Wars: Poslední z Jediů          | Ben Solo / Kylo Ren      |
| 2018 | Muž, který zabil Dona Quijota        | Toby Grisoni             |
| 2018 | BlacKkKlansman                       | detektiv Flip Zimmerman  |
| 2019 | The Report                           | Daniel Jones             |
| 2019 | Manželská historie                   | Charlie                  |
| 2019 | Mrtví neumírají                      | strážník Ronald Peterson |
| 2019 | Star Wars: Vzestup Skywalkera        | Ben Solo / Kylo Ren      |
| 2021 | Annette                              | Henry McHenry            |
| 2021 | Klan Gucci                           | Maurizio Gucci           |
| 2021 | Poslední souboj                      | Jacques Le Gris          |
| 2022 | Bílý šum                             | profesor Jack Gladney    |
| 2023 | 65                                   | Mills                    |
| 2024 | Megalopolis                          | Caesar Catalina          |

### Televize
| Rok       | Název                                     | Role                | Poznámky                           |
| --------- | ----------------------------------------- | ------------------- | ---------------------------------- |
| 2010      | The Wonderful Maladys                     | Zed                 | Pilotní díl                        |
| 2010      | The Unusuals                              | Will Slansky        | díl: „The E.I.D.“                  |
| 2010      | Zákon a pořádek                           | Robby Vickery       | díl: „Brilliant Disguise“          |
| 2010      | You Don't Know Jack: The Jack Soo Story   | Glen Stetson        | TV film                            |
| 2012      | Zákon a pořádek: Útvar pro zvláštní oběti | Jason Roberts       | díl: „Divadelní trik“              |
| 2012–2017 | Girls                                     | Adam Sackler        | 49 dílů                            |
| 2015      | Simpsonovi                                | Adam Sackler (hlas) | díl: „O čem muži sní“              |
| 2016      | Saturday Night Live                       | Sám sebe            | díl: „Adam Driver/Chris Stapleton“ |
| 2017      | Bobovy burgery                            | umělec (hlas)       |                                    |
| 2018      | Saturday Night Live                       | Sám sebe            | díl: „Adam Driver/Kanye West“      |
| 2018      | Star Wars: Odboj                          | Kylo Ren (Hlas)     |                                    |
| 2018      | Joseph Pulitzer: Voice of the Peopl       | Narrator (hlas)     | Dokument                           |
| 2020      | John Oliver: Co týden dal a vzal          | Sám sebe            | díl: „Trump & Election Results“    |

### Divadlo
| Rok  | Název                  | Role          | Poznámky                        |
| ---- | ---------------------- | ------------- | ------------------------------- |
| 2009 | Slipping               | Chris         | Rattlestick Playwrights Theater |
| 2009 | The Retributionists    | Dov Kaplinsky | Playwrights Horizons            |
| 2010 | Little Doc             | Ric           | Rattlestick Playwrights Theater |
| 2010 | Živnost paní Warrenové | Frank Gardner | Roundabout Revival              |
| 2010 | The Forest             | Bulanov       | East 13th Street Theatre        |
| 2010 | The Retributionists    | Dov Kaplinsky | Playwrights Horizons            |
| 2011 | Angels in America      | Louis Ironson | Signature Theatre Company       |
| 2011 | Man and Boy            | Basil Anthony | Roundabout Theatre Company      |
| 2012 | Look Back in Anger     | Cliff         | Roundabout Theatre Company      |
| 2019 | Burn This              | Pale          | Broadway                        |